# Heribert Insam
Heribert Insam (* 26. September 1957 in Zell am See) ist ein österreichischer Mikrobiologe und Universitätsprofessor an der Universität Innsbruck. Er ist bekannt für seine Arbeiten auf den Gebieten Mikrobiellen Ökologie, darunter anaerobe Vergärung (Biomethanisierung), Bodenmikrobiologie, mikrobiologischen Aspekten zum Thema Abwasserreinigung und allgemeine Umweltbiotechnologie.

## Leben
Insam studierte Biologe an der Universität Innsbruck von 1976 bis 1985. 1985 wurde er mit Auszeichnung promoviert (PhD). 1985 bis 1986 war er zunächst Wissenschaftlicher Mitarbeiter  an der Forschungsanstalt für Landwirtschaft, Institut für Bodenbiologie  (heute Institut für Biodiversität am Thünen-Institut) in Braunschweig (Deutschland), danach von 1987 bis 88 als Research Assistant am Kananaskis Centre for Environmental Research an der University of Calgary, Kanada, dann wiederum  bis 1991 am Thünen-Institut, bevor er  als  Universitätsassistent ans Institut für Mikrobiologie an der Universität Innsbruck wechselte. Insam wurde 1993 im Fachgebiet Mikrobielle Ökologie an der Universität Innsbruck habilitiert. Von 1993 bis 2011 war er dort Assoziierter Professor. Von 2005 bis 2007 wirkte er als Leiter des Studio BioTreaT (Biological Treatment and Recycling Technologies, Innsbruck) der Research Studios Austria und war 2008 bis 2011 Leiter des K-regio Kompetenzzentrums BioTreaT. 2011 wurde er an der Universität Innsbruck zum Universitätsprofessor für Mikrobiologie ernannt und führt dort seit 2011 das Department für Mikrobiologie. Insam war 2014 Mitbegründer des spin-off-Unternehmens BioTreaT GmbH.

## Wissenschaftlicher Beitrag
Nach seiner Dissertation über mikrobiologische Aspekte der Begrünung von Skipisten beschäftigte sich Insam lange vor der Klimadiskussion mit dem Kohlenstoffgleichgewicht in Böden. In der Zeit als die getrennte Sammlung biogener Abfälle in Europa eingeführt wurde, verschob sich der wissenschaftliche Fokus Insams auf die Mikrobiologie von Kompostierungsprozessen und methodisch in Richtung Community Level Physiological Profiling (CLPP), wobei die Biolog Ecoplates® auf die Idee und Arbeiten von Insam und anderen zurückgehen.  Nach dem in Innsbruck durchgeführten internationalen Kongress Microbiology of Composting  im Jahr 2000 wurden vor allem molekularbiologische Ansätze zur Erforschung der Kompost-Mikrobiota, u. a. mit der Entwicklung des  CompoChip Microarrays verfolgt.  Seit 2005 arbeitet die Forschungsgruppe von Insam zunehmend über die Anaerobe Vergärung (Biomethanisierung), reichend  von physiologischen Aspekten der methanbildenden Archaeen bis zur Umsetzung in Biogasanlagen, was 2008 zur Gründung des spin-off-Unternehmens Bio4gas GmbH Innsbruck geführt hat. In Zusammenhang mit der Nutzung von Gärresten blieben auch bodenbiologische Themen auf der Agenda. Mit dem zunehmenden Anfall von Holzaschen aus Biomasseheizkraftwerken rückten auch Untersuchungen zu deren Nutzung in den Vordergrund (EU2020-Projekt residue2heat). Durch Kooperationen mit der Ionicon Analytik GmbH arbeitete Insam auch an flüchtigen Kohlenstoffverbindungen aus Böden, was zur Prägung  des Begriffes Soil Volatilomics führte. Seit 2006 arbeitet die Arbeitsgruppe Mikrobielles Ressourcenmanagement von Insam auch an mikrobiologischen Aspekten zum Thema Abwasserreinigung, im Besonderen zur Anaeroben Ammoniumoxidation (DEMON®). Auch die Wertstoffgewinnung aus biogenen Reststoffen war ein wichtiges Thema, wie die Erzeugung von Milchsäure aus Bioabfall oder die Nutzung von Anaeroben Pilzen (Neocallimastigomycota) zur Vorbehandlung zu vergärender Substrate. Grundlagenforschung im Bereich Bodenbiologie blieb stets eines der wissenschaftlichen Themen von Insam, seit 2010 beispielsweise im Bereich der Ursachenforschung bei der Bodenmüdigkeit im Obstbau, mit dem Tripmarks-Projekt, das Bodenuntersuchungen entlang einer Fahrradroute von Innsbruck nach Laos zum Inhalt hatte, Höhengradienten in den Alpen oder Chronosequenzen in Gletscherrückzugsgebieten tropischer Gletscher in Mexico am Iztaccíhuatl.

## Mitgliedschaften und Herausgebertätigkeiten
- 1996–2006 Chefredakteur der Zeitschrift  GEODERMA (Elsevier)
- Seit 2007 Chefredakteur von Applied Soil Ecology (Elsevier)

## Ehrungen und Auszeichnungen
- Eduard-Wallnöfer-Preis zusammen mit Alexander Knapp u. a. für das Forschungsprojekt BioTreaT 2010[23]

## Publikationen
Bücher (Mitherausgeber)
- Heribert Insam, Andrea Rangger: Microbial Communities. Functional versus structural approaches. Springer, Berlin 1997, ISBN 3-642-60694-6, urn:nbn:de:1111-201109112537
- Heribert Insam, Nuntavun Riddech, Susanne Klammer: Microbiology of Composting. Springer, Berlin / Heidelberg 2002, ISBN 3-662-08724-3, urn:nbn:de:1111-201301161988
- Heribert Insam, Ingrid Franke-Whittle, Marta Goberna: Microbes at work. Springer, Berlin 2010, ISBN 978-3-642-04042-9, doi:10.1007/978-3-642-04043-6.
- Heribert Insam, Brigitte A. Knapp: Recycling of Biomass ashes. Springer, Berlin / Heidelberg 2012, ISBN 978-3-642-19353-8, doi:10.1007/978-3-642-19354-5.

Publikationslisten
- Publikationsliste Universität Innsbruck Heribert Insam
- ResearchGate Publikationsliste Heribert Insam
- PubMed Publikationsliste Insam H
- Heribert Insam Google Scholar Citations